# Liste der Mitglieder des Hessischen Landtags (13. Wahlperiode)
Diese Liste gibt einen Überblick über alle Mitglieder des Hessischen Landtags in der 13. Wahlperiode (5. April 1991 bis 4. April 1995).

## Präsidium
- Präsident:
 Karl Starzacher (SPD)
- Vizepräsidenten:
 Klaus Peter Möller (CDU)
 Evelin Schönhut-Keil (Grüne)
 Dirk Pfeil (FDP)
 Erika Wagner (SPD)
 Hartmut Nassauer (CDU) bis 13. Juli 1994
 Hermann Schoppe (CDU) ab 14. Juli 1994

## Zusammensetzung
Nach der Landtagswahl 1991 setzte sich der Landtag wie folgt zusammen:
| Fraktion   | Sitze |
| ---------- | ----- |
| SPD        | 46    |
| CDU        | 46    |
| Die Grünen | 10    |
| FDP        | 8     |
| gesamt     | 110   |

## Fraktionen
- SPD-Fraktion
 Lothar Klemm bis 25. Januar 1994
 Armin Clauss seit 25. Januar 1994
- CDU-Fraktion
 Manfred Kanther bis 12. Juli 1993
 Roland Koch seit 13. Juli 1993
- Fraktion Die Grünen
 Fraktion Bündnis 90/Die Grünen ab 14. Dezember 1993
 Rupert von Plottnitz bis 11. Oktober 1994
 Friedrich Karl Hertle seit 11. Oktober 1994
- FDP-Fraktion
 Wolfgang Gerhardt bis 18. Januar 1994
 Ruth Wagner seit 18. Januar 1994

## Abgeordnete
| Name                                   | Lebens- daten | Fraktion   | Wahlkreis/Liste                  | Veränderung                                                                  |
| -------------------------------------- | ------------- | ---------- | -------------------------------- | ---------------------------------------------------------------------------- |
| Georg Badeck                           | 1938–2004     | CDU        | Wahlkreis Main-Taunus II         |                                                                              |
| Ronald Battenhausen                    | 1945          | SPD        | Wahlkreis Main-Kinzig I          |                                                                              |
| Gerhard Becker (Nidda)                 | 1942–2017     | SPD        | Wahlkreis Wetterau II            |                                                                              |
| Günther Becker (Gießen)                | 1944–2002     | SPD        | Wahlkreis Gießen I               |                                                                              |
| Frank Gustav Beucker                   | 1942          | SPD        | Wahlkreis Wiesbaden II           |                                                                              |
| Iris Blaul                             | 1955          | Die Grünen | Landesliste                      | ausgeschieden am 8. April 1991                                               |
| Volker Bouffier                        | 1951          | CDU        | Landesliste                      |                                                                              |
| Anita Breithaupt                       | 1936–2016     | SPD        | Landesliste                      |                                                                              |
| Werner Breitwieser                     | 1937          | CDU        | Wahlkreis Bergstraße II          |                                                                              |
| Leonhard Brockmann                     | 1935–2015     | CDU        | nachgerückt                      | …am 1. September 1992 für Abg. Sutter                                        |
| Uwe Brückmann                          | 1960          | CDU        | nachgerückt                      | …am 18. Februar 1994 für Abg. Frau Reichhardt                                |
| Hans Burggraf                          | 1927–2001     | CDU        | Wahlkreis Frankfurt am Main III  |                                                                              |
| Horst Burghardt                        | 1958          | Die Grünen | nachgerückt                      | …am 8. April 1991 für Abg. Fischer (Frankfurt)                               |
| Armin Clauss                           | 1938          | SPD        | Landesliste                      |                                                                              |
| Heide Degen                            | 1937          | CDU        | Wahlkreis Frankfurt am Main II   |                                                                              |
| Jürgen Dieter                          | 1955          | SPD        | Landesliste                      | ausgeschieden am 31. März 1994                                               |
| Karl Dörr                              | 1949          | SPD        | Wahlkreis Darmstadt-Dieburg II   |                                                                              |
| Karl-Heinz Dörrie                      | 1937–2025     | SPD        | Wahlkreis Waldeck-Frankenberg I  |                                                                              |
| Hans Eichel                            | 1941          | SPD        | Wahlkreis Kassel-Stadt I         |                                                                              |
| Karl-Heinz Ernst                       | 1942          | SPD        | Wahlkreis Schwalm-Eder II        |                                                                              |
| Dieter Fischer                         | 1942          | CDU        | Landesliste                      |                                                                              |
| Joseph Fischer (Frankfurt)             | 1948          | Die Grünen | Landesliste                      | ausgeschieden am 8. April 1991                                               |
| Erika Fleuren                          | 1940–2015     | SPD        | nachgerückt                      | …am 26. Januar 1994 für Abg. Zwecker                                         |
| Rudolf Friedrich                       | 1936          | CDU        | Wahlkreis Frankfurt am Main V    |                                                                              |
| Jürgen Frömmrich                       | 1959          | CDU        | Landesliste                      |                                                                              |
| Petra Fuhrmann                         | 1955–2019     | SPD        | nachgerückt                      | …am 1. April 1994 für Abg. Dieter                                            |
| Wolfgang Gerhardt                      | 1943–2024     | FDP        | Landesliste                      | ausgeschieden am 11. November 1994                                           |
| Alfons Gerling                         | 1944          | CDU        | Wahlkreis Frankfurt am Main I    |                                                                              |
| Otti Geschka                           | 1939          | CDU        | Landesliste                      | ausgeschieden am 1. November 1993                                            |
| Christoph Greiff                       | 1947–2007     | CDU        | Wahlkreis Bergstraße I           |                                                                              |
| Herbert Günther                        | 1929–2013     | SPD        | Wahlkreis Kassel-Land II         | ausgeschieden am 11. Juli 1994                                               |
| Almut Gwiasda                          | 1945          | SPD        | nachgerückt                      | ..am 12. Juli 1994 für Abg. Günther                                          |
| Karin Hagemann                         | 1949          | Die Grünen | nachgerückt                      | …am 8. April 1991 für Abg. Frau Blaul                                        |
| Jörg-Uwe Hahn                          | 1956          | FDP        | Landesliste                      |                                                                              |
| Bernd Hamer                            | 1939–2004     | CDU        | Wahlkreis Hochtaunus I           |                                                                              |
| Peter Hartherz                         | 1940–2018     | SPD        | Landesliste                      |                                                                              |
| Rudolf Haselbach                       | 1944–2005     | CDU        | nachgerückt                      | …am 3. Dezember 1992 für Abg. Stanitzek                                      |
| Hubert Heil                            | 1931–2019     | CDU        | nachgerückt                      | …am 14. Juli 1994 für Abg. Nassauer                                          |
| Rüdiger Hermanns                       | 1940          | CDU        | Wahlkreis Offenbach Land I       |                                                                              |
| Traudl Herrhausen                      | 1943          | CDU        | Landesliste                      |                                                                              |
| Friedrich Karl Hertle                  | 1944          | Die Grünen | Landesliste                      |                                                                              |
| Hans-Jürgen Hielscher                  | 1960          | FDP        | Landesliste                      |                                                                              |
| Silvia Hillenbrand                     | 1947          | SPD        | Landesliste                      |                                                                              |
| Volker Hoff                            | 1957          | CDU        | Landesliste                      |                                                                              |
| Christel Hoffmann                      | 1949–2018     | SPD        | Landesliste                      |                                                                              |
| Heiner Hofsommer                       | 1945–2018     | CDU        | nachgerückt                      | …am 15. Juli 1993 für Abg. Kanther                                           |
| Hartmut Holzapfel                      | 1944–2022     | SPD        | Landesliste                      |                                                                              |
| Hans-Jürgen Irmer                      | 1952          | CDU        | nachgerückt                      | …am 5. Juli 1993 für Abg. Möller (Marburg)                                   |
| Franz Josef Jung (Rheingau)            | 1949          | CDU        | Wahlkreis Rheingau-Taunus I      |                                                                              |
| Helmut Jung (Weilmünster)              | 1951          | SPD        | nachgerückt                      | …am 7. Februar 1994 für Abg. Kurth                                           |
| Reinhard Kahl                          | 1948          | SPD        | Wahlkreis Waldeck-Frankenberg II |                                                                              |
| Manfred Kanther                        | 1939          | CDU        | Wahlkreis Wiesbaden I            | ausgeschieden am 12. Juli 1993                                               |
| Heiner Kappel                          | 1938          | FDP        | Landesliste                      |                                                                              |
| Norbert Kartmann                       | 1949          | CDU        | Wahlkreis Wetterau I             |                                                                              |
| Rolf Karwecki                          | 1950–2018     | SPD        | Wahlkreis Kassel-Land I          |                                                                              |
| Karl Kerschgens                        | 1939          | Die Grünen | Landesliste                      |                                                                              |
| Veronika Kiekheben-Schmidt-Winterstein | 1939          | SPD        | Landesliste                      |                                                                              |
| Horst Klee                             | 1939          | CDU        | nachgerückt                      | …am 23. Juli 1993 für Abg. Lewandowski                                       |
| Lothar Klemm                           | 1949          | SPD        | Wahlkreis Main-Kinzig I          |                                                                              |
| Roland Koch                            | 1958          | CDU        | Wahlkreis Main-Taunus I          |                                                                              |
| Walter Korn                            | 1937–2005     | CDU        | Landesliste                      |                                                                              |
| Wilhelm Küchler                        | 1936          | CDU        | Wahlkreis Hochtaunus II          |                                                                              |
| Matthias Kurth                         | 1952          | SPD        | Landesliste                      | ausgeschieden am 27. Januar 1994                                             |
| Martina Leistenschneider               | 1935–2022     | CDU        | Wahlkreis Main-Kinzig I          |                                                                              |
| Aloys Lenz                             | 1943          | CDU        | Landesliste                      |                                                                              |
| Georg Lewandowski                      | 1944          | CDU        | Landesliste                      | ausgeschieden am 22. Juli 1993                                               |
| Frank Lortz                            | 1953          | CDU        | Wahlkreis Offenbach Land III     |                                                                              |
| Eva Ludwig                             | 1939          | CDU        | nachgerückt                      | …am 22. November 1994 für Abg. Siebert (Gudensberg)                          |
| Gert Lütgert                           | 1939–2016     | SPD        | Wahlkreis Lahn-Dill I            |                                                                              |
| Maria Marx                             | 1950          | Die Grünen | nachgerückt                      | …am 10. November 1994 für Abg. Frau Wolf                                     |
| Hans Michael Maus                      | 1943–2024     | SPD        | Wahlkreis Wiesbaden III          |                                                                              |
| Jürgen May                             | 1950          | SPD        | Wahlkreis Groß-Gerau II          |                                                                              |
| Dietrich Möller (Marburg)              | 1937–2024     | CDU        | Landesliste                      | ausgeschieden am 30. Juni 1993                                               |
| Klaus Peter Möller (Gießen)            | 1937–2022     | CDU        | Landesliste                      |                                                                              |
| Wolfgang Müller                        | 1936–2024     | SPD        | Wahlkreis Lahn-Dill II           |                                                                              |
| Hartmut Nassauer                       | 1942          | CDU        | Landesliste                      | ausgeschieden am 13. Juli 1994                                               |
| Dieter Nolte                           | 1941–2010     | SPD        | Wahlkreis Odenwald               |                                                                              |
| Siegbert Ortmann                       | 1940          | CDU        | Landesliste                      |                                                                              |
| Werner Osypka                          | 1931–2012     | CDU        | Wahlkreis Offenbach Land II      |                                                                              |
| Judith Pauly-Bender                    | 1957          | SPD        | Landesliste                      |                                                                              |
| Sieghard Pawlik                        | 1941          | SPD        | Landesliste                      | Nachrücker für Horst Winterstein, der sein Mandat nicht annahm               |
| Hildegard Pfaff                        | 1952          | SPD        | Landesliste                      |                                                                              |
| Dirk Pfeil                             | 1948          | FDP        | Landesliste                      |                                                                              |
| Rupert von Plottnitz                   | 1940          | Die Grünen | Landesliste                      | ausgeschieden am 13. Oktober 1994                                            |
| Harald Polster                         | 1954          | SPD        | Wahlkreis Darmstadt-Dieburg I    |                                                                              |
| Dieter Posch                           | 1944          | FDP        | nachgerückt                      | …am 11. November 1994 für Abg. Gerhardt                                      |
| Willi Rausch                           | 1936–2015     | SPD        | Wahlkreis Schwalm-Eder I         |                                                                              |
| Irmgard Reichhardt                     | 1935–1994     | CDU        | Landesliste                      | verstorben am 14. Februar 1994                                               |
| Clemens Reif                           | 1949          | CDU        | Landesliste                      |                                                                              |
| Winfried Rippert                       | 1935–2020     | CDU        | Wahlkreis Fulda I                |                                                                              |
| Karl Hermann Ritter                    | 1931–2006     | SPD        | Wahlkreis Darmstadt-Stadt II     |                                                                              |
| Roland Rösler                          | 1943–2020     | CDU        | Landesliste                      |                                                                              |
| Petra Roth                             | 1944          | CDU        | Wahlkreis Frankfurt am Main VI   |                                                                              |
| Eve Rotthoff                           | 1939          | CDU        | Landesliste                      |                                                                              |
| Martin Schlappner                      | 1931–2008     | SPD        | Wahlkreis Groß-Gerau I           |                                                                              |
| Bernd Schleicher                       | 1947–2023     | SPD        | Wahlkreis Rotenburg              |                                                                              |
| Alfred Schmidt (Kassel)                | 1938          | FDP        | Landesliste                      |                                                                              |
| Karin Schmidt (Schwalmstadt)           | 1939–1997     | CDU        | Landesliste                      |                                                                              |
| Karl Schnabel                          | 1938–2017     | SPD        | Wahlkreis Marburg-Biedenkopf II  |                                                                              |
| Evelin Schönhut-Keil                   | 1960          | Die Grünen | Landesliste                      |                                                                              |
| Hermann Schoppe                        | 1937          | CDU        | Wahlkreis Offenbach-Stadt        |                                                                              |
| Hans-Jürgen Schülbe                    | 1944          | Die Grünen | nachgerückt                      | …am 14. Oktober 1994 für Abg. von Plottnitz                                  |
| Karl-Winfried Seif                     | 1943–2023     | CDU        | Wahlkreis Limburg-Weilburg I     | ausgeschieden am 17. Juni 1994                                               |
| Senta Seip                             | 1934          | Die Grünen | Landesliste                      |                                                                              |
| Bernd Siebert (Gudensberg)             | 1949–2023     | CDU        | Landesliste                      | ausgeschieden am 21. November 1994                                           |
| Walter Siebert (Allendorf/Eder)        | 1946          | CDU        | nachgerückt                      | …am 1. November 1993 für Abg. Frau Geschka                                   |
| Günter Simon                           | 1940          | SPD        | Wahlkreis Hersfeld               |                                                                              |
| Irene Soltwedel                        | 1955          | Die Grünen | Landesliste                      | ausgeschieden am 18. Juli 1994                                               |
| Reinhold Stanitzek                     | 1939–2011     | CDU        | Landesliste                      | ausgeschieden am 24. November 1992                                           |
| Karl Starzacher                        | 1945          | SPD        | Wahlkreis Gießen II              |                                                                              |
| Rita Streb-Hesse                       | 1945–2020     | SPD        | Landesliste                      |                                                                              |
| Haidi Streletz                         | 1931–2010     | SPD        | Landesliste                      |                                                                              |
| Manfred Sutter                         | 1943–2012     | CDU        | Wahlkreis Frankfurt am Main IV   | ausgeschieden am 31. August 1992                                             |
| Inge Velte                             | 1936–2021     | CDU        | Landesliste                      |                                                                              |
| Lisa Vollmer                           | 1937–2022     | SPD        | Wahlkreis Kassel-Stadt II        |                                                                              |
| Christean Wagner (Lahntal)             | 1943–2025     | CDU        | Landesliste                      |                                                                              |
| Daniela Wagner (Darmstadt)             | 1957          | Die Grünen | Landesliste                      | ausgeschieden am 15. November 1994                                           |
| Erika Wagner (Eschwege)                | 1933–2011     | SPD        | Wahlkreis Eschwege-Witzenhausen  |                                                                              |
| Ernst-Ludwig Wagner (Angelburg)        | 1950          | SPD        | Wahlkreis Marburg-Biedenkopf I   |                                                                              |
| Ruth Wagner (Darmstadt)                | 1940          | FDP        | Landesliste                      |                                                                              |
| Josef Weber (Burghaun)                 | 1935          | CDU        | Wahlkreis Fulda II               |                                                                              |
| Manfried Weber (Hünstetten)            | 1937          | SPD        | Wahlkreis Rheingau-Taunus II     |                                                                              |
| Kurt Weidmann                          | 1937–2014     | SPD        | Wahlkreis Darmstadt-Stadt I      |                                                                              |
| Karlheinz Weimar                       | 1950          | CDU        | Wahlkreis Limburg-Weilburg II    |                                                                              |
| Gerald Weiß                            | 1945–2022     | CDU        | Landesliste                      |                                                                              |
| Reinhold Weist                         | 1953          | Die Grünen | Landesliste                      |                                                                              |
| Ernst Welteke                          | 1942          | SPD        | Landesliste                      |                                                                              |
| Otto Wilke                             | 1937–2018     | FDP        | Landesliste                      |                                                                              |
| Margareta Wolf                         | 1957          | Die Grünen | nachgerückt                      | …am 22. Juli 1994 für Abg. Frau Soltwedel, ausgeschieden am 9. November 1994 |
| Aloys Zumbrägel                        | 1938–2021     | CDU        | nachgerückt                      | …am 28. Juni 1994 für Abg. Seif                                              |
| Jochen Zwecker                         | 1936–2022     | SPD        | Wahlkreis Vogelsberg             | ausgeschieden am 25. Januar 1994                                             |